# The Pale Haunt Departure
The Pale Haunt Departure — пятый студийный альбом группы Novembers Doom, вышедший в 2005 году.

## Об альбоме
На песни «The Pale Haunt Departure» и «Autumn Reflection» были сняты видеоклипы.

## Список композиций
1. «The Pale Haunt Departure»
2. «Swallowed by the Moon»
3. «Autumn Reflection»
4. «Dark World Burden»
5. «In the Absence of Grace»
6. «The Dead Leaf Echo»
7. «Through a Child’s Eyes»
8. «Collapse of the Fallen Throe»

## Участники записи
- Paul Kuhr — вокал
- Vito Marchese — гитара
- Larry Roberts — гитара, клавишные
- Mike Lagros — бас-гитара
- Joe Nunez — ударные, перкуссия
- Eric Burnley — клавишные, гитара
- Tommy Crucianelli — клавишные
- Дан Сванё — гитара, микширование
- Attila Kis - дизайн, иллюстрации
- James Murphy - мастеринг
- Mark Coatsworth - фотограф